# 李雪芹
李雪芹（1966年—），山东寿光人，汉族，中华人民共和国政治人物、第十二届全国人民代表大会山东地区代表。
毕业于山东省经济管理干部学院财会专业。加入中国共产党。担任晨鸣集团副总经理。2008年起担任全国人大代表。2013年，担任全国人大代表。2018年2月24日，当选为第十三届全国人大代表。